# Celia Cruz and Friends: A Night of Salsa
Celia Cruz and Friends: A Night of Salsa é um álbum ao vivo da musicista cubana de salsa Celia Cruz. O álbum foi gravado durante um show em 12 de maio de 1999, em Hartford, Connecticut, que foi transmitido pela PBS. Entre os convidados do concerto estavam Tito Puente, Johnny Pacheco, La India, e Isidro Infante. O álbum alcançou a décima segunda posição na parada Tropical Albums da Billboard. O álbum recebeu um Grammy Latino de Melhor Álbum de Salsa e uma indicação para Melhor Álbum Tropical do Ano no Premio Lo Nuestro de 2001.

## Faixas
| N.º | Título                                | Duração |  |
| 1.  | "Mi Vida Es Cantar"                   | 04:19   |  |
| 2.  | "La Dicha Mia"                        | 07:28   |  |
| 3.  | "La Vida Es Un Carnaval"              | 05:13   |  |
| 4.  | "Celia Y Tito"                        | 07:31   |  |
| 5.  | "Medley Siboney/Babalu/El Cumbachero" | 04:53   |  |
| 6.  | "Azúcar Negra"                        | 02:57   |  |
| 7.  | "Usted Abusó"                         | 04:55   |  |
| 8.  | "La Voz De La Experiencia"            | 07:28   |  |
| 9.  | "El Guaba"                            | 05:01   |  |
| 10. | "Quimbara"                            | 05:47   |  |
| 11. | "Cucala"                              | 05:28   |  |
| 12. | "Bemba Colora"                        | 08:38   |  |
| 13. | "Guantanamera"                        | 07:12   |  |